# 北阿哈福阿諾區
北阿哈福阿諾區（英語：Ahafo Ano North Municipal District）為迦納阿散蒂大區轄下43縣區中的一區。其區域面積560.8平方公里，2021年人口92,742人，首府為泰帕。2017年11月升格為市級區，2018年3月15日起生效。
北阿哈福阿諾區境內有許多雨林。
經濟方面，該區大約有85%的勞動人口為農民，並有種植可可豆，為迦納最重要的產區之一。
醫療衛生方面，該區僅有一間位在泰帕的大型醫療機構，另有4間小型醫療服務站。該區少有妥善醫療設施。
交通運輸方面，該區與迦納其他地區一樣，大部分道路並無鋪上瀝青（不含主要道路）。

## 外部連結
- . Statoids.
- GhanaDistricts.com